# Nahum Stelmach
Nahum Stelmach (hebreu: נחום סטלמך)  (Pétah Tiqvà, 19 de juliol de 1936 - Israel, 27 de març de 1999) fou un futbolista israelià de la dècada de 1960 i entrenador.
Fou 45 cops internacional amb la selecció israeliana.
Pel que fa a clubs, defensà els colors de Hapoel Petah Tikva i Bnei Yehuda.